# Footballer Wants a Wife
Footballer Wants a Wife es una serie de televisión australiana de comedia, estrenada el 9 de septiembre del 2015.

## Sinopsis
La serie sigue a Dustin, Steven y Camden, tres jóvenes estrellas de fútbol en su búsqueda del amor, los tres futbolistas guiados por tres códigos diferentes se encuentran con 14 mujeres que harán lo que sea por convertirse en las próximas "WAG" (esposa o novia de un futbolista).

## Personajes

### Personajes principales
| Actor            | Personaje               | Ocupación  | N.º de episodios | Temporada |
| ---------------- | ----------------------- | ---------- | ---------------- | --------- |
| Jonathon Buckley | Dustin Cox              | Futbolista | 6                | 2015      |
| Martin Copping   | Camden Silversack       | Futbolista | 6                | 2015      |
| Ben Nicholas     | Steven Papakonstantinou | Futbolista | 6                | 2015      |

### Personajes recurrentes
| Actor              | Personaje               | Ocupación                   | N.º de episodios | Temporada |
| ------------------ | ----------------------- | --------------------------- | ---------------- | --------- |
| Brooke Satchwell   | Sally Brightmore        | Presentadora                | 6                | 2015      |
| Maya Aleksandra    | Veronika                | -                           | 6                | 2015      |
| Stefan Dennis      | "La Voz"                | -                           | 6                | 2015      |
| Ella Cannon        | Lucy Cox                | Veterinaria                 | 6                | 2015      |
| Elise Jansen       | Kayla                   | Científico de investigación | 5                | 2015      |
| Cassandra Magrath  | Jackie                  | Organizadora de bodas       | 5                | 2015      |
| Ra Chapman         | Hope                    | Life coach                  | 5                | 2015      |
| Maria Angelico     | Jade                    | Secretaria                  | 5                | 2015      |
| Georgia Chara      | Bella                   | -                           | 4                | 2015      |
| Jiordan Anna Tolli | Candy                   | Bailarina                   | 3                | 2015      |
| Melissa Howard     | Coreen                  | -                           | 3                | 2015      |
| María Mercedes     | "Mama" Papakonstantinou | Madre de Steven             | 2                | 2015      |
| Mahalia Brown      | Peggy                   | Tecnóloga de aromas         | 2                | 2015      |
| Kaiya Jones        | -                       | Asistente de producción     | 2                | 2015      |
| Ruben Francis      | Mike                    | Estilista                   | 1                | 2015      |
| Stephanie Lillis   | Jones                   | -                           | 1                | 2015      |
| Leticia Monaghan   | Helen                   | -                           | 1                | 2015      |
| Sarah Roberts      | Becky                   | -                           | 1                | 2015      |
| Nikki Osborne      | "La Subtituta"          | -                           | 1                | 2015      |
| Tory Kinne         | Ross Rover              | Oficial de policía          | 1                | 2015      |
| Kasper Fry         | Timmy Silversack        | Hijo de Camden              | 1                | 2015      |

## Episodios
La serie contó con 6 episodios.

## Producción
La serie fue creada por Ben Nicholas.
Producida por Julian Vincent Costanzo y Jonathan Dutton, contó con la participación de los escritores Ben Nicholas y Carl J Sorheim.
La serie fue financiada a través del programa de financiación "Screen Australia's Multi Platform".